# Mistrzostwa Świata w Snowboardzie 2011 – slopestyle kobiet
Panie w debiutującej konkurencji - slopestyle walczyły o pierwsze w historii mistrzostwo świata 22 stycznia w La Molina - Estadi. Pierwszą w historii mistrzynią świata została Finka Enni Rukajärvi.

## Wyniki

### Kwalifikacje
| Pozycja                                                                              | Nr | Zawodniczka          | Państwo       | Zjazd 1 | Zjazd 2 | Najlepszy | Uwagi |
| ------------------------------------------------------------------------------------ | -- | -------------------- | ------------- | ------- | ------- | --------- | ----- |
| 1                                                                                    | 12 | Enni Rukajärvi       | Finlandia     | 25.5    | 27.9    | 27.9      | Q     |
| 2                                                                                    | 1  | Šárka Pančochová     | Czechy        | 25.3    | 14.7    | 25.3      | Q     |
| 3                                                                                    | 23 | Merika Enne          | Finlandia     | 5.6     | 21.2    | 21.2      | Q     |
| 4                                                                                    | 6  | Allyson Carroll      | USA           | 18.3    | 14.2    | 18.3      | Q     |
| 5                                                                                    | 16 | Stefi Luxton         | Nowa Zelandia | 9.9     | 18.0    | 18.0      | Q     |
| 6                                                                                    | 20 | Saana Pehkonen       | Finlandia     | 17.5    | 8.8     | 17.5      | Q     |
| 7                                                                                    | 25 | Charlotte van Gils   | Holandia      | 15.4    | 17.4    | 17.4      | Q     |
| 8                                                                                    | 4  | Klaudia Medlova      | Słowacja      | 3.3     | 17.3    | 17.3      | Q     |
| 9                                                                                    | 3  | Shelly Gotlieb       | Nowa Zelandia | 16.1    | 17.1    | 17.1      | Q     |
| 10                                                                                   | 24 | Kendall Brown        | Nowa Zelandia | 10.2    | 16.3    | 16.3      |       |
| 11                                                                                   | 9  | Pia Meusburger       | Austria       | 12.9    | 15.2    | 15.2      |       |
| 12                                                                                   | 10 | Faye Gulini          | USA           | 11.5    | 15.1    | 15.1      |       |
| 13                                                                                   | 8  | Anja Stefan          | Chorwacja     | 2.2     | 14.9    | 14.9      |       |
| 14                                                                                   | 11 | Samm Denena          | Kanada        | 14.7    | 11.3    | 14.7      |       |
| 15                                                                                   | 22 | Mimmi Sandstrom      | Szwecja       | 4.2     | 10.4    | 10.4      |       |
| 16                                                                                   | 2  | Marta Jekot          | RPA           | 9.8     | 9.4     | 9.8       |       |
| 17                                                                                   | 14 | Alexandra Duckworth  | Kanada        | 6.4     | 8.5     | 8.5       |       |
| 18                                                                                   | 15 | Lou Chabelard        | Francja       | 5.2     | 7.6     | 7.6       |       |
| 19                                                                                   | 5  | Diane Rudge          | Kanada        | 5.7     | 7.2     | 7.2       |       |
| 20                                                                                   | 17 | Cecilia Larsen       | Szwecja       | 6.2     | DNS     | 6.2       |       |
| 21                                                                                   | 21 | Tiina Lindstrom      | Finlandia     | 2.4     | 4.8     | 4.8       |       |
| 22                                                                                   | 26 | Rebecca Sinclair     | Nowa Zelandia | 1.5     | DNS     | 1.5       |       |
|                                                                                      | 7  | Mirabelle Thovex     | Francja       | DNS     | DNS     | DNS       | DNS   |
|                                                                                      | 13 | Cilka Sadar          | Słowenia      | DNS     | DNS     | DNS       | DNS   |
|                                                                                      | 18 | Silvia Mittermueller | Niemcy        | DNS     | DNS     | DNS       | DNS   |
|                                                                                      | 19 | Helene Olafsen       | Norwegia      | DNS     | DNS     | DNS       | DNS   |
|                                                                                      | 27 | Marie-Andree Racine  | Kanada        | DNS     | DNS     | DNS       | DNS   |
| DNF - nie ukończył DNS - nie wystartował DSQ - zdyskwalifikowany Q - awans do finału |    |                      |               |         |         |           |       |

### Finał
| Pozycja | Nr | Zawodniczka        | Kraj          | Zjazd 1 | Zjazd 2 | Najlepszy wynik |
| ------- | -- | ------------------ | ------------- | ------- | ------- | --------------- |
|         | 12 | Enni Rukajärvi     | Finlandia     | 26.60   | 28.20   | 28.20           |
|         | 1  | Šárka Pančochová   | Czechy        | 23.20   | 25.20   | 25.20           |
|         | 3  | Shelly Gotlieb     | Nowa Zelandia | 21.60   | 5.80    | 21.60           |
| 4       | 23 | Merika Enne        | Finlandia     | 20.50   | 8.90    | 20.50           |
| 5       | 6  | Allyson Carroll    | USA           | 12.60   | 18.50   | 18.50           |
| 6       | 20 | Saana Pehkonen     | Finlandia     | 8.10    | 16.20   | 16.20           |
| 7       | 16 | Stefi Luxton       | Nowa Zelandia | 14.90   | 12.50   | 14.90           |
| 8       | 4  | Klaudia Medlova    | Słowacja      | 13.00   | 5.30    | 13.00           |
| 9       | 25 | Charlotte van Gils | Holandia      | 8.70    | 12.10   | 12.10           |